# 포트키 게임스
포트키 게임스(영어: Portkey Games)는 워너 브라더스 인터랙티브 엔터테인먼트가 2017년 설립한 스마트폰 게임 레이블이다. 위저딩 월드에 관한 게임을 제작한다.

## 역사
2017년 첫 번째 게임을 제작한다고 발표했다. 이 첫 번째 게임은 《포켓몬 GO》의 제작사 나이앤틱과 협력한다고 하였으며, 제목은 《해리 포터: 마법사 연합》이다. 이 게임은 《포켓몬 GO》와 동일한 증강 현실을 특징으로 하지만 해리 포터 세계관의 캐릭터를 사용한다.
나이앤틱과의 공동 제작을 발표한 후, 《해리 포터: 호그와트 미스테리》라는 두번째 게임도 제작할 것이라고 발표하였다. 이 게임에서 플레이어는 호그와트에 입학한 해리 포터가 시작되기 전 세대의 학생의 모험을 소재로 한다. 이 게임은 2018년 iOS, 안드로이드에서 출시되었다.

## 작품 목록
| 연도 | 제목                         | 개발사                           | 플랫폼                                                                                      | 각주   |
| ---- | ---------------------------- | -------------------------------- | ------------------------------------------------------------------------------------------- | ------ |
| 2018 | 해리 포터: 호그와트 미스테리 | 잼 시티                          | 안드로이드, iOS                                                                             | [ 18 ] |
| 2019 | 해리 포터: 마법사 연합       | 나이앤틱, WB 게임스 샌프란시스코 | 안드로이드, iOS                                                                             | [ 12 ] |
| 2020 | 해리포터: 퍼즐과 마법        | 징가                             | 안드로이드, iOS, 파이어 OS, 페이스북                                                        | [ 19 ] |
| 2022 | 호그와트 레거시              | 아발란체 소프트웨어              | 플레이스테이션 4, 플레이스테이션 5, 엑스박스 원, 엑스박스 시리즈 X/S, 마이크로소프트 윈도우 | [ 20 ] |
| TBA  | 해리 포터: 매직 어웨이큰드   | 넷이즈                           | 안드로이드, iOS                                                                             | [ 21 ] |